# Brestovec (Trenčín)
Brestovec (em húngaro: Brezóvölgy) é um município da Eslováquia, situado no distrito de Myjava, na região de Trenčín. Tem 17,34 km² de área e sua população em 2018 foi estimada em 968 habitantes.

## Demografia
| Ano:        | 1994 | 2004   | 2014   | 2024   |
| ----------- | ---- | ------ | ------ | ------ |
| Broj ljudi: | 1031 | 970    | 945    | 962    |
| Razlika:    |      | -5,91% | -2,57% | +1,79% |

| Ano:               | 2023 | 2024   |
| ------------------ | ---- | ------ |
| Número de pessoas: | 974  | 962    |
| Diferença:         |      | -1,23% |